# Marc Diakiese
Marc Diakiese (Kinsasa, República Democrática del Congo, 16 de marzo de 1993) es un artista marcial mixto congoleño que compite en la división de peso ligero de Ultimate Fighting Championship.

## Primeros años
A los 17 años comenzó a entrenar artes marciales mixtas para mantenerse en forma y no meterse en problemas. Antes de convertirse en profesional, trabajó como ingeniero ferroviario. También fue un prometedor futbolista antes de dedicarse a las artes marciales mixtas.

## Carrera de artes marciales mixtas

### Carrera temprana
Como aficionado llegó a estar 9-0 y simultáneamente ostentó tres títulos diferentes. Se convirtió en profesional en 2013 después de luchar para encontrar oponentes dispuestos.

### BAMMA
Después de cuatro victorias en menos de un año en promociones regionales se unió a BAMMA con un contrato de cinco combates en 2014. En septiembre hizo su debut promocional contra Jefferson George en BAMMA 16 y ganó el combate por decisión unánime. En diciembre derrotó a Vernon O'Neill por decisión unánime en BAMMA 17.
En marzo de 2015 se enfrentó a Jack McGann en BAMMA 19 por el vacante Campeonato de Peso Ligero. Ganó el combate por decisión unánime. En septiembre defendió su título en BAMMA 22 con un KO a los 24 segundos del primer asalto contra Rick Selvarajah. En febrero de 2016 firmó un nuevo contrato con la promoción.
Tres meses después defendió con éxito su título por segunda vez con otro KO en el primer asalto. Acabó con Kane Mousah en 36 segundos en BAMMA 25 y posteriormente se ganó un contrato con la UFC.

### Ultimate Fighting Championship
Debutó en la UFC contra Lukasz Sajewski el 8 de octubre de 2016 en UFC 204. Ganó el combate por TKO en el segundo asalto.
Se enfrentó a Frankie Perez el 9 de diciembre de 2016 en UFC Fight Night: Lewis vs. Abdurakhimov. Ganó el combate por decisión unánime.
Se enfrentó a Teemu Packalén el 18 de marzo de 2017 en UFC Fight Night: Manuwa vs. Anderson. Ganó el combate por KO en el primer asalto. Esta victoria le valió el premio a la Actuación de la Noche.
Se enfrentó a Drakkar Klose el 7 de julio de 2017 en The Ultimate Fighter 25 Finale. Perdió el combate por decisión dividida.
Se enfrentó a Dan Hooker el 30 de diciembre de 2017 en UFC 219. Perdió el combate por sumisión en el tercer asalto.
Se enfrentó a Nasrat Haqparast el 22 de julio de 2018 en UFC Fight Night: Shogun vs. Smith. Perdió el combate por decisión unánime.
Se enfrentó a Joseph Duffy el 16 de marzo de 2019 en UFC Fight Night: Till vs. Masvidal. Ganó el combate por decisión unánime.
En mayo de 2019 reveló en sus redes sociales que había firmado un nuevo contrato de varios combates con la UFC.
Se enfrentó a Lando Vannata el 28 de septiembre de 2019 en UFC Fight Night: Hermansson vs. Cannonier. Ganó el combate por decisión unánime.
Se esperaba que se enfrentara a Stevie Ray el 21 de marzo de 2020 en UFC Fight Night: Woodley vs. Edwards. Sin embargo, Ray fue retirado de la cartelera a finales de enero por razones no reveladas. Se esperaba que Diakiese permaneciera en la cartelera contra el recién llegado a la promoción Jai Herbert. Debido a la pandemia de COVID-19 el evento fue finalmente pospuesto. En su lugar, se esperaba que se enfrentara a Alan Patrick el 19 de julio de 2020 en UFC Fight Night: Figueiredo vs. Benavidez 2. Sin embargo, el 14 de junio, Patrick se retiró del evento por razones desconocidas y fue sustituido por Rafael Fiziev. Perdió el combate por decisión unánime. Este combate le valió el premio a la Pelea de la Noche.
Se esperaba que se enfrentara a Rafael Alves el 4 de septiembre de 2021 en UFC Fight Night: Brunson vs. Till. Sin embargo, Alves se retiró del combate a mediados de agosto por razones no reveladas y, a su vez, Diakiese fue eliminado también de la cartelera. El combate finalmente tuvo lugar el 13 de noviembre de 2021 en UFC Fight Night: Holloway vs. Rodríguez. Perdió el combate por sumisión en el primer asalto.
Se enfrentó a Viacheslav Borshchev el 26 de marzo de 2022 en UFC Fight Night: Blaydes vs. Daukaus. Ganó el combate por decisión unánime.
Se enfrentó a Damir Hadžović el 23 de julio de 2022 en UFC Fight Night: Blaydes vs. Aspinall. Ganó el combate por decisión unánime.
Se enfrentó a Michael Johnson el 3 de diciembre de 2022 en UFC on ESPN: Thompson vs. Holland. Perdió el combate por decisión unánime.
Se enfrentó a Joel Álvarez el 22 de julio de 2023 en UFC Fight Night: Aspinall vs. Tybura. Perdió el combate por sumisión en el segundo asalto .

## Vida personal
Tiene dos hijos, un hijo llamado Junior y una hija llamada Matilda, con su prometida. En 2017, se convirtió en el primer luchador de la UFC en posar para Gay Times, una publicación LGBT.

## Campeonatos y logros

### Artes marciales mixtas
- Ultimate Fighting Championship
  - Actuación de la Noche (una vez) vs. Teemu Packalén[15]
  - Pelea de la Noche (una vez) vs. Rafael Fiziev[33]
- BAMMA
  - Campeonato Británico de Peso Ligero de BAMMA Lonsdale (una vez)
  - Dos defensas exitosas del título
- Cage Kumite
  - Campeonato de Peso Ligero de Cage Kumite (una vez)
- MMA Total Combat
  - Campeonato de Peso Ligero de MMATC (una vez)
- MMADNA.nl
  - Revelación Europea del Año 2016.[48]

## Récord en artes marciales mixtas
| Resultado | Récord | Oponente             | Método                                     | Evento                                      | Fecha                    | Ronda | Tiempo | Localización       | Notas                                                              |
| --------- | ------ | -------------------- | ------------------------------------------ | ------------------------------------------- | ------------------------ | ----- | ------ | ------------------ | ------------------------------------------------------------------ |
| Derrota   | 16-7   | Joel Álvarez         | Sumisión (estrangulamiento brabo)          | UFC Fight Night: Aspinall vs. Tybura        | 22 de julio de 2023      | 2     | 4:26   | Londres            |                                                                    |
| Derrota   | 16-6   | Michael Johnson      | Decisión (unánime)                         | UFC on ESPN: Thompson vs. Holland           | 3 de diciembre de 2022   | 3     | 5:00   | Orlando, Florida   |                                                                    |
| Victoria  | 16-5   | Damir Hadžović       | Decisión (unánime)                         | UFC Fight Night: Blaydes vs. Aspinall       | 23 de julio de 2022      | 3     | 5:00   | Londres            |                                                                    |
| Victoria  | 15-5   | Viacheslav Borshchev | Decisión (unánime)                         | UFC Fight Night: Blaydes vs. Daukaus        | 26 de marzo de 2022      | 3     | 5:00   | Columbus, Ohio     |                                                                    |
| Derrota   | 14-5   | Rafael Alves         | Sumisión (estrangulamiento por guillotina) | UFC Fight Night: Holloway vs. Rodríguez     | 13 de noviembre de 2021  | 1     | 1:48   | Las Vegas, Nevada  |                                                                    |
| Derrota   | 14-4   | Rafael Fiziev        | Decisión (unánime)                         | UFC Fight Night: Figueiredo vs. Benavidez 2 | 19 de julio de 2020      | 3     | 5:00   | Abu Dhabi          | Pelea de la Noche.                                                 |
| Victoria  | 14-3   | Lando Vannata        | Decisión (unánime)                         | UFC Fight Night: Hermansson vs. Cannonier   | 28 de septiembre de 2019 | 3     | 5:00   | Copenhague         |                                                                    |
| Victoria  | 13-3   | Joseph Duffy         | Decisión (unánime)                         | UFC Fight Night: Till vs. Masvidal          | 16 de marzo de 2019      | 3     | 5:00   | Londres            |                                                                    |
| Derrota   | 12-3   | Nasrat Haqparast     | Decisión (unánime)                         | UFC Fight Night: Shogun vs. Smith           | 22 de julio de 2018      | 3     | 5:00   | Hamburgo           |                                                                    |
| Derrota   | 12-2   | Dan Hooker           | Sumisión (estrangulamiento por guillotina) | UFC 219                                     | 30 de diciembre de 2017  | 3     | 0:42   | Las Vegas, Nevada  |                                                                    |
| Derrota   | 12-1   | Drakkar Klose        | Decisión (dividida)                        | The Ultimate Fighter: Redemption Finale     | 7 de julio de 2017       | 3     | 5:00   | Las Vegas, Nevada  |                                                                    |
| Victoria  | 12-0   | Teemu Packalén       | KO (puñetazo)                              | UFC Fight Night: Manuwa vs. Anderson        | 18 de marzo de 2017      | 1     | 0:30   | Londres            | Actuación de la Noche.                                             |
| Victoria  | 11-0   | Frankie Perez        | Decisión (unánime)                         | UFC Fight Night: Lewis vs. Abdurakhimov     | 9 de diciembre de 2016   | 3     | 5:00   | Albany, Nueva York |                                                                    |
| Victoria  | 10-0   | Łukasz Sajewski      | TKO (rodillazos y puñetazos)               | UFC 204                                     | 8 de octubre de 2016     | 2     | 4:40   | Mánchester         |                                                                    |
| Victoria  | 9-0    | Kane Mousah          | KO (puñetazo)                              | BAMMA 25                                    | 14 de mayo de 2016       | 1     | 0:36   | Birmingham         | Defendió el Campeonato Británico de Peso Ligero de BAMMA Lonsdale. |
| Victoria  | 8-0    | Rick Selvarajah      | KO (puñetazo)                              | BAMMA 22                                    | 19 de septiembre de 2015 | 1     | 0:24   | Dublín             | Defendió el Campeonato Británico de Peso Ligero de BAMMA Lonsdale. |
| Victoria  | 7-0    | Jack McGann          | Decisión (unánime)                         | BAMMA 19                                    | 28 de marzo de 2015      | 3     | 5:00   | Blackpool          | Ganó el Campeonato Británico de Peso Ligero de BAMMA Lonsdale.     |
| Victoria  | 6-0    | Vernon O'Neil        | Decisión (unánime)                         | BAMMA 17                                    | 6 de diciembre de 2014   | 3     | 5:00   | Mánchester         |                                                                    |
| Victoria  | 5-0    | Jefferson George     | Decisión (unánime)                         | BAMMA 16                                    | 13 de septiembre de 2014 | 3     | 5:00   | Mánchester         |                                                                    |
| Victoria  | 4-0    | Danny Welsh          | Sumisión (estrangulamiento por detrás)     | CSFC 8                                      | 28 de junio de 2014      | 1     | 2:16   | Doncaster          |                                                                    |
| Victoria  | 3-0    | Jakob Grzegorzek     | Decisión (unánime)                         | CSFC 7                                      | 29 de marzo de 2014      | 3     | 5:00   | Doncaster          |                                                                    |
| Victoria  | 2-0    | Tom Earnshaw         | TKO (puñetazos)                            | Cage Kumite 2                               | 1 de noviembre de 2013   | 1     | 4:52   | Barnsley           | Ganó el Campeonato de Peso Ligero de Cage Kumite.                  |
| Victoria  | 1-0    | Harris Neofytou      | TKO (puñetazos)                            | MMA Total Combat 55                         | 21 de septiembre de 2013 | 1     | 1:27   | Spennymoor         | Ganó el Campeonato de Peso Ligero del MMATC.                       |